# سماء الصيف

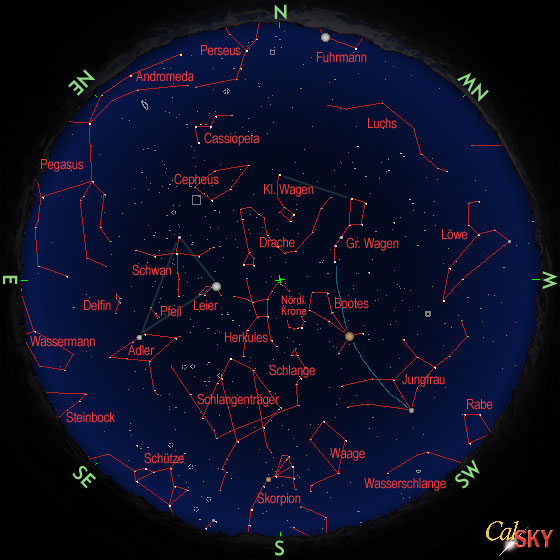
نجوم السماء في الصيف في ألمانيا: نهاية يونيو في الساعة 23 توقيت وسط أوروبا وحتى نهاية يوليو.

سماء الصيف هي جزء من السماء تظهر فيه نجوم ساطعة خلال ليالي الصيف. ويعتمد الجزء المرئي من السماء على الموقع الجغرافي للمشاهد. فالأرض كروية تدور حول محورها كل 24 ساعة وتدور في نفس الوقت حول الشمس خلال سنة، نقسمها إلى 12 شهر (أو بالتالي نقسمها إلى أربعة فصول الصيف والخريف والشتاء والربيع.)
بعض الناس يعيشون على نصف الكرة الأرضية الشمالي، وبالتالي فهم يرون جزء السماء الشمالي، وبعضهم يعيشون في الجنوب مثل أستراليا وأمريكا الجنوبية، فهم لا يرون أجزاء من نصف القبة السماوية الشمالي وإنما يرون سماء الجنوب. 
وتعتمد تلك المشاهدة للسماء على ثلاثة عوامل:
1. الموقع الجغرافي بالنسبة إلى خط العرض. (تختلف نصف الكرة السماوية الشمالية عن نصف الكرة السماوية الجنوبية؛ كما أن هذه الخارطة فهي للسماء كما ترى في فرانكفورت بألمانيا)
2. التاريخ حسب التقويم الميلادي، مثل 15 يوليو أو 23 ديسمبر أو غيرها،
3. التوقيت المحلي، وهو يعتمد على خط الطول الجغرافي.

العاملان 2. و 3. يعملان ضد بعضهما البعض، بمعنى أن المرء يرى نفس جزء السماء في الشهر التالي ولكن ساعتين مبكرا؛ أو يراه كل يوم بفارق 4 دقائق مبكرا. ذلك لأن الأرض تدور حول محورها في 23 ساعة و 56 دقيقة و 04 ثانية (وهذا ما نسميه «يوم نجمي») بينما نحسب اليوم في العادة 24 ساعة تبعا لوضع الشمس.
بالنسبة إلى ألمانيا فهي تقع على خط عرض 50° بالتقريب وبالنسبة لخطوط الطول فهي بين خطي 9 و 10° (مثل فرانكفورت وفورزبورغ) معظم خرائط النجوم التي تُباع في ألمانيا تحتسب الخطين 50°/10° وهذا الموقع يعادل مركز ثقل البلاد التي تتحدث بالألمانية. بالنسبة للنمسا فلها مركز الثقل في 47½° / 14° وبالنسبة لسويسرا فإحداثيات مركز ثقلها في 47°/8°.
الصورة المرفقة تبين خارطة النجوم كما تـُرى في وسط يوليو في الساعة 21 توقيت وسط أوروبا.
ويتقاطع هذا الجزء من السماء مع سماء الشتاء في دائرة النجوم أبدية الظهور المحيطة بالنجم القطبي) فقط، ولكنها تختلف كثيرا عنها في اتجاهات الشرق والجنوب والغرب.

## كوكبات وكواكب
من التجمعات النجمية اللامعة نجد في الشرق مثلث الصيف الذي يتكون من 3 نجوم من القدر الظاهري 1، وتحيط به كوكبة الدجاجة Schwan. ويتشكل المثلث من النسر الواقع Wega في كوكبة القيثارة Leier (أسطع نجم في سماء الشمال، وذنب الدجاجة Deneb في كوكبة الدجاجة Schwan ، والنجم النسر الطائر Altair في كوكبة العقاب Adler .
في الجنوب وجنوب الشرق نجد كوكبة الرامي Schüze وكوكبة العقرب Skorpion حيث يقع مركز درب التبانة (مجرتنا) على بعد 25.000 سنة ضوئية منا.
في الشمال نجد كوكبة ذات الكرسي Kassiopeia . في العقرب والرامي في الجنوب تمر الشمس في بداية الشتاء، ونجد قلب العقرب وهو نجم عملاق أحمر يبلغ قطره أكبر 700 مرة من قطر الشمس، إلّا أنه ليس ساطعا بشدة جيث يبعد عنا 520 سنة ضوئية ويأتي ترتيبه 18 من بين أشد النجوم سطوعا.
مر كوكب المشتري بكوكبة الميزان في عام 2006 . ثم مر المشتري في عام 2008 بكوكبة الرامي، وكان في يوم 9 يوليو مقابلا تماما للشمس عند غروبها. فكان شديد السطوع؛ كانت الشمس عند الغروب في الغرب وكان المشتري في الشرق، ولهاذا كان شديد اللمعان.
في الغرب نجد كوكبة العذراء Jungfrau وكوكبة الأسد Löwe 
وهما الكوكبتان اللتان كانتا ساطعتان بوضوح خلال أشهر سماء الربيع (مما يرعى الانتباه هنا شكل كوكبة الأسد التي تشبه إلى حد كبير أبو الهول في مصر). يمر المريخ (الكوكب الأحمر) بالأسد  في هذا الوقت. وفوقه نجد كوكبة الدب الأكبر Gr. Wagen - ولكن يختلف عن سماء الشتاء في كونه يزداد ارتفاعا في السماء ويتوسطها مع كوكبة التنين. وفي الغرب نجد أن السرطان Krebs قد غربت في الصيف، ولكن نجم العيوق نجده لامعا في كوكبة ممسك الأعنة Fuhrmann عند الأفق (ويعلو العيوق في الخريف ويميز منتصف السماء ويصبح لامعا). أعلى منه قليلا في الشمال نجد كوكبة الوشق Luchs في الصيف.

صورة متحركة توضح كيفية دوران السماء حول النجم القطبي، وحوله توجد الكوكبات التي تُسمّى: "الكوكبات أبدية الظهور". من ضمنها الدب الأكبر والدب الأصغر ، وذات الكرسي W.

في الشمال الشرقي نجد مربع الخريف Pegasus بالقرب من الأفق. ويتفرع منه شمالا كوكبة المرأة المسلسلة Andromida . ونجد أعلى منها في صفحة السماء ذات الكرسي z W Cassiopeia وكوكبة الملتهب المتميز بالنجم الذراع الأيمن؛ كلا الكوكبتان تـُرى طوال العام.
يمكن تحديد نجم الشمال أو النجم القطبي بواسطة ذات الكرسي والدب الأكبر حيث يوجد بينهما في الوسط (النجم القطبي تجده في Kl. Wagen وينتسب إلى الدب الأصغر).

## سدم وتجمعات نجوم
من يريد مشاهدة تجمعات نجمية وسدم ولديه منظارا مقربا يستطيع أن يهتم بكوكبتي الحواء Schlangenträger والرامي Schütze . في وسط كوكبة الحواء يستطيع مشاهدة مسييه 10 ومسييه 12 ومسييه 14 وهي تجمعات نجمية. ويمكن مشاهدة تجمعات نجمية مفتوحة أعلى الرامي وسدم مضيئة (مثل م21 وم28).
وفي كوكبة الجاثي Herkules يستطيع المرء مشاهدة التجمعين النجميين مسييه 13 ومسييه 92 . كما يمكن مشاهدة المجرة الحلزونية المرأة المسلسلة (مجرة) في المرأة المسلسلة Andromeda. كما سيمكن رؤية مجرة المرأة المسلسلة بالعين المجردة بعد عدة أسابيع في شهر أغسطس حيث تبدو كسحابة صغيرة.

## اقرأ أيضا
- سماء الربيع
- سماء الخريف
- سماء الشتاء
- خارطة النجوم